# Condado de Villanueva de las Achas

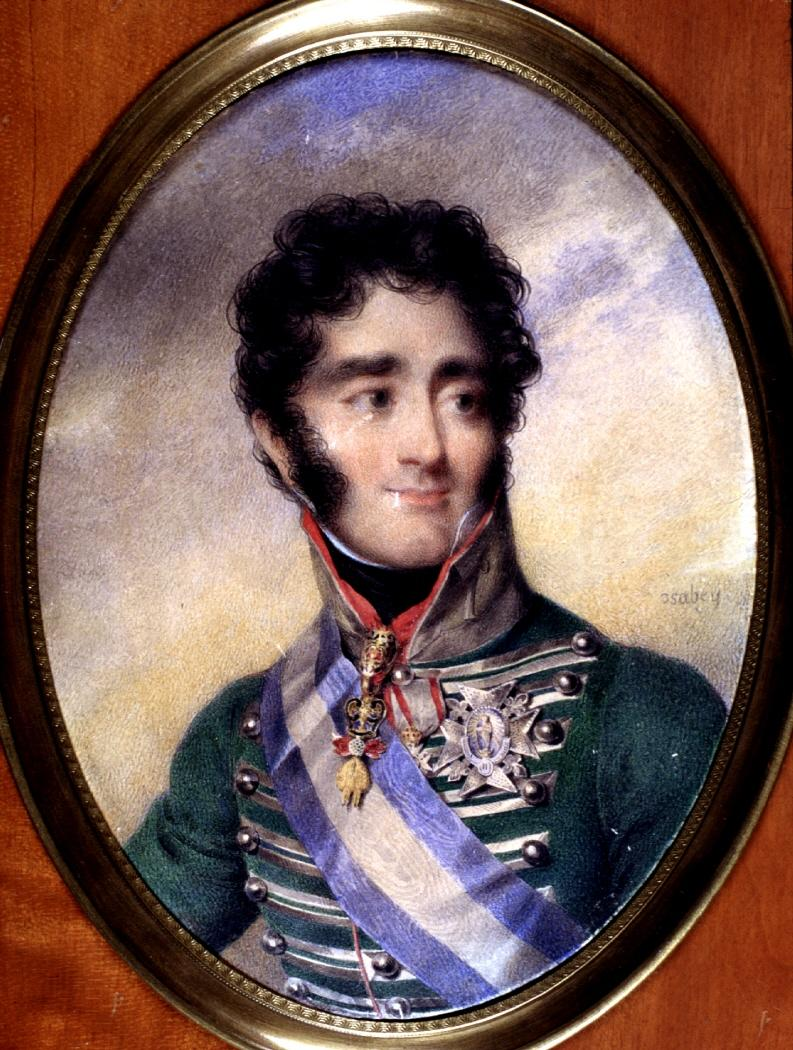
Carlos Gutiérrez de los Ríos. IV Conde de Villanueva de las Achas. I duque de Fernán Núñez

El condado de Villanueva de las Achas es un título nobiliario español creado el 24 de noviembre de 1761 por el rey Carlos III, a favor de Antonio José Sarmiento de Sotomayor y Pardo de Figueroa, señor del Valle de las Achas, y del Palacio de Villanueva en el Reino del Perú.
Este título fue rehabilitado en 1925 por María de la Paloma Falcó y Escandón, X marquesa de Castel-Moncayo, convirtiéndose en la VI condesa de Villanueva de las Achas.

## Condes de Villanueva de las Achas
|                                 | Titular                                                                       | Periodo                 |
| Creación por Carlos III         | Creación por Carlos III                                                       | Creación por Carlos III |
| ------------------------------- | ----------------------------------------------------------------------------- | ----------------------- |
| I                               | Antonio José Sarmiento de Sotomayor y Pardo de Figueroa                       | 1761-                   |
| II                              | Diego María Sarmiento de Saavedra y Fuenmayor                                 |                         |
| III                             | María de la Esclavitud Sarmiento Quiñones                                     | -1799                   |
| IV                              | Carlos José Francisco de Paula Gutiérrez de los Ríos y Sarmiento de Sotomayor | 1799-1821               |
| V                               | Francisca de Asís Gutiérrez de los Ríos y Solís                               | 1821-1836               |
| Rehabilitación por Alfonso XIII |                                                                               |                         |
| VI                              | María de la Paloma Falcó y Escandón                                           | 1925-1974               |
| VII                             | Manuel Falcó y Escandón                                                       | 1974-1975               |
| VIII                            | Hilda-Pía Falcó y Medina                                                      | 1979-2024               |
| IX                              | Inés Armada y Falcó                                                           | 2025-actual titular     |

## Historia de los condes de Villanueva de las Achas
- Antonio José Sarmiento de Sotomayor y Pardo de Figueroa (n. Parada, 20 de mayo de 1700), I conde de Villanueva de las Achas, hijo de Diego Sarmiento y María Josefa Pardo y Figueroa:[2]

Se casó con Gaspara de Saavedra y Fuenmayor, hija de Manuela de Fuenmayor y Dávila, II marquesa de Castel-Moncayo, y de Gabriel Arias de Savedra y de la Serna. Le sucedió su hijo:
- Diego María Sarmiento de Saavedra y Fuenmayor (n. en 1738), II conde de Villanueva de las Achas, IV marqués de Castel-Moncayo.[3][2]

Se casó en primeras nupcias el 23 de abril de 1758 con Joaquina Guadalupe de Cáceres y Silva, XVII señora de la Higuera de Vargas, XI señora de Lagartera. En segundas nupcias se casó María del Buen Consejo de Carvajal y Gutiérrez de los Ríos. Le sucedió su hija del primer matrimonio:
- María de la Esclavitud Sarmiento Quiñones (Toro, 22 de febrero de 1760-13 de noviembre de 1810), III condesa de Villanueva de las Achas (señora del Valle de las Achas en Galicia) grande de España de segunda clase, V marquesa de Castel-Moncayo, XVIII señora de la Higuera de Vargas, XVIII señora de las villas de Burguillos, la Higuera de Vargas, Valverde y las Atalayas, XV señora de San Fagundo, X señora de la Pulgosa y Cofrentes, señora de Espadero, dama honoraria de la Soberana Orden Militar y Hospitalaria de San Juan de Jerusalén, de Rodas y de Malta.

Se casó en Tábara el 23 de noviembre de 1778 con Carlos José Isidro Gutiérrez de los Ríos y Rohan-Chabot (Cartagena, 11 de julio de 1742-Madrid, 23 de febrero de 1795), VI conde de Fernán Núñez, hijo de José Gutiérrez de los Ríos, V conde de Fernán Núñez, y de su esposa María Armanda de Rohan Chabot. Le sucedió su hijo:
- Carlos José Francisco de Paula Gutiérrez de los Ríos y Sarmiento de Sotomayor (Lisboa, 8 de junio de 1779[2]-24 de septiembre de 1822), IV conde de Villanueva de las Achas, VI marqués de Castel-Moncayo, VII conde y I duque de Fernán Núñez,[3] X marqués de Alameda, XI conde de Barajas, IV conde de Villanueva de las Achas y XIX señor de la Higuera de Vargas.

Casó con María Vicenta de Solís-Wignacourt y Lasso de la Vega, VI duquesa de Montellano, IV duquesa del Arco, XII marquesa de Miranda de Anta, VII condesa de Saldueña, V condesa de Frigiliana, VII condesa de Puertollano, hija de Álvaro de Solís Vignacourt y Folch de Cardona, V duque de Montellano, IV conde de Saldueña, y de su primera mujer Andrea Lasso de la Vega y Silva, XI marquesa de Miranda de Anta, VI condesa de Puertollano, hija de Francisco Miguel Lasso de la Vega y Sarmiento, III duque del Arco, X marqués de Miranda de Anta, VI conde de Puertollano.  Le sucedió su hija:
- María Francisca de Asís Gutiérrez de los Ríos y Solís (m. 26 de febrero de 1838), V condesa de Villanueva de las Achas, VII marquesa de Castel-Moncayo, II duquesa de Fernán Núñez,[3] XI marquesa de Alameda, XII condesa de Barajas y VIII condesa de Puertollano.

Casó con Felipe María Osorio de Castelví y de la Cueva, hijo de Felipe Carlos Osorio, conde de Cervellón, marqués de Nules, grande de España, y de María Magdalena de la Cueva y de la Cerda, V marqués de la Mina, XII conde de Elda, VII conde de Cervellón y conde de Aroca.
Rehabilitado en 1925 por:
- Paloma Falcó y Escandón (1898-1974), VI condesa de Villanueva de las Achas[6][7] y X marquesa de Castel-Moncayo.[3] Era hija de Felipe Falcó y Osorio, IX marqués de Castel-Moncayo, VIII duque de Montellano[3] y X conde de Puertollano, y de su esposa, Carlota Escandón y Barrón.[8]

Casó con José Mitjans y Murrieta (m. 1966), IV marqués de Manzanedo, segundo hijo de Juan Mitjans y Manzanedo, II duque de Santoña, III marqués de Manzanedo. Sin descendientes, le sucedió su hermano:
- Manuel Falcó y Escandón (1892-1975), VII conde de Villanueva de las Achas,[9] XI marqués de Castel-Moncayo,[10] IX duque de Montellano, IX marqués de Pons y diputado en el Congreso por Valencia en 1923.[11]

Casó con Hilda Joaquina Fernández de Córdoba y Mariátegui, XIII marquesa de Mirabel, XII condesa de Berantevilla, III condesa de Santa Isabel. Cedió el título a su nieta:
- Hilda Pía Falcó y Medina (Madrid, 26 de noviembre de 1961-30 de octubre de 2024), VIII condesa de Villanueva de las Achas.[12]

Contrajo matrimonio con Álvaro María del Milagro Armada y Barcáiztegui, VII conde de Güemes, IX conde de Revilla Gigedo y XX Adelantado Mayor de la Florida. Sucedió su hija:
- Inés Armada y Falcó, IX condesa de Villanueva de las Achas.[13]

Casó, en septiembre de 2011, con Borja Márquez.